# Nogueira do Cravo (Oliveira de Azeméis)
Pour les articles homonymes, voir Nogueira do Cravo.
Nogueira do Cravo est une ancienne paroisse civile portugaise (en portugais : freguesia) de la municipalité d'Oliveira de Azeméis dans le district d'Aveiro.
La loi no 11-A/2013 du 28 janvier 2013, portant réorganisation administrative du territoire des freguesias, fusionne Nogueira do Cravo avec la paroisse voisine de Pindelo pour former l’União das freguesias de Nogueira do Cravo e Pindelo (dont le siège est à Nogueira do Cravo).